# 22992 Сьюзансміт
22992 Сьюзансміт (22992 Susansmith) — астероїд головного поясу, відкритий 4 листопада 1999 року.
Тіссеранів параметр щодо Юпітера — 3,251.